# Iviella
Iviella is een geslacht van spinnen uit de  familie van de Dictynidae (kaardertjes).

## Soorten
- Iviella ohioensis (Chamberlin & Ivie, 1935)
- Iviella reclusa (Gertsch & Ivie, 1936)